# Kirsty Hawkshaw
Kirsty Hawkshaw (Londen, 1969) is een Engels dance-, elektronica- en houseartiest en liedjesschrijfster. Ze is een van de meest gevraagde gastvocalisten in de dancescene.

## Opus III
Hawkshaw is de dochter van de Engelse disco-producer Alan Hawkshaw. Mede daardoor is Kirsty ook de muziekwereld ingegaan. Aanvankelijk houdt ze vooral van Indie. Maar als een jongen waarmee ze date haar meeneemt naar een rave-feest, wordt ze een liefhebber van deze muziek. Tijdens een van de rave-feesten in 1991 ontmoette ze producers Ian Munro, Kevin Dobbs en Nigel Walton (toentertijd bekend als A.S.K.). In de keuken bij een van hen thuis nemen ze It's A Fine Day op. Het nummer wordt erg gewaardeerd doot Pete Tong en mede daardoor wordt het een internationale hit. Het viertal presenteert zich dan als de groep Opus II. Niet veel later verschijnen ook I'll Talk To The Wind en het album Mind Fruit. De groep verwerkte in haar muziek dikwijls een politieke boodschap waar vooral feminisme en ecologisme de boventoon voeren. In hun thuisland behaalde het nummer de toppositie in de Billboard Hot Dance Music/Club Play chart in 1992. Het nummer kreeg een tweede leven toen de groep Orbital het samplede op de hit Halcyon. Ze speelde ook in de videoclip van het nummer. In 1999 was het nogmaals een hit door een remake door het project Miss Jane. In 1994 bracht Opus III het album Guru Mother uit. Hiervan hadden ze nog een hit in Groot-Brittannië met het nummer When You Made The Mountain. Dat jaar zong ze ook op het album Drums Are Dangerous van Drum Club.

## Solo
Na 1994 viel de groep uiteen, mede omdat Hawkshaw van mening was dat de sound te commercieel werd. Ze probeerde een solocarrière te starten met een nieuwe look en een nieuw geluid. Ze besloot haar neuspiercing minder vaak in te doen, liet haar haar groeien en focuste meer op triphop. In 1998 verscheen haar solodebuut O < U > T. Dat album was geen bijster groot succes, maar ze kwam wel onder de aandacht van meerdere danceproducers. Zo was ze te horen in het nummer State of Grace van Swayzak. Er volgden meer uitnodigingen. Ze was te horen op singles van Brian Transeau, Hybrid, Delerium, Ian Pooley, Way Out West en Tiësto. Ze was te horen op Tiësto zijn Battleship grey en ze hadden in 2004 samen een hit in Nederland met Just be. In 2005 werden de bekendste nummers met haar stem verzameld op Meta-message.
Hawkshaw blijft ook solo zelf geproduceerde platen uitbrengen. Ze maakt vooral ambienteske albums als Elightenment (1999) (dat pas jaren later als mp3 verschijnt), Ice castle (2008) en Winter moon (2008). Toch blijft ze vooral bekend als gastzangeres op verschillende dancehits. Hier blijft ze vaak terug te horen op producties van onder andere Mr. Sam, Sliepthief en Ulrich Schnauss. In 2006 had ze een conflict met Ramon Zenker van het project Fragma over de plaat Radio Waves, waar ze geen royalty's voor ontvangt. Door haar toedoen verdween de plaat van iTunes.
Een groep gastvocalisten richtte een eigen vakbond op, genaamd VSA (Vocalist Songwriters Alliance). Kirsty steunt dit als prominent gastvocaliste. Ze treedt daarbij op als perswoordvoerster. In 2013 richtte ze een eigen platenlabel op, Wellhead records genaamd, naar eigen zeggen omdat ze een alternatief wil voor de in haar ogen corrupte platenindustrie die artiesten uitbuit.
In 2019 neemt ze met de Duitse producer Trance Arts het nummer Smoke op. Daarom zingt ze samen met Jan Johnston.

### Hitlijsten
| Single met eventuele hitnotering(en) in de Nederlandse Top 40 | Datum van verschijnen | Datum van binnenkomst | Hoogste positie | Aantal weken | Opmerkingen                                                                      |
| ------------------------------------------------------------- | --------------------- | --------------------- | --------------- | ------------ | -------------------------------------------------------------------------------- |
| Just Be                                                       | 2004                  | 16-10-2004            | 3               | 14           | met Tiësto / Nr. 12 in de Single Top 100 / Alarmschijf / Dancesmash op Radio 538 |

- Bibliothèque nationale de France: cb14477875n (data)
- Gemeinsame Normdatei: 135116171
- International Standard Name Identifier: 0000 0000 5516 3107
- Library of Congress Control Number: no2010028868
- MusicBrainz: 1fb15a78-f73c-4583-8090-ea5e6cfd7e16
- Nationale Bibliotheek van Israël: 987007352698105171
- Virtual International Authority File: 17449505
- WorldCat: E39PBJkxMywx9Qm9fBMd888Bfq